# Abdalláh Nirki
Abdalláh Nirki (nyugatias átírásban Abdallah Nirqi) régészeti lelőhely Núbiában, a mai  Egyiptom területén. Alapítása a Kr. u. 4. századra tehető és valószínűleg a 13. században néptelenedett el. Az asszuáni gát megépítése után víz alá került.
A lelőhely különös magyar vonatkozással bír. Az 1960-as évek elején egy rövid ideig holland feltárások folytak a település templománál, azonban a munka hamarosan abbamaradt. Ezután az Egyiptomi Régészeti Hivatal 1964-ben felajánlotta a Magyar Tudományos Akadémia Régészeti Intézetének, hogy az Asszuáni-gát építése miatt később víz alá kerülő területek egyikén, az Abu Szimbeltől 4 km-re lévő Abdalláh Nirkiben ásatásokat, leletmentést folytasson. Az expedíciót Castiglione László vezette, a városka melletti temető feltárását Kákosy László. A leletmentés során előkerült tárgyak egy részét Egyiptom Magyarországnak ajándékozta, ma a budapesti Szépművészeti Múzeumban láthatóak.